# Березово-Грудська сільська рада
Березово-Грудська сільська рада — колишня адміністративно-територіальна одиниця та орган місцевого самоврядування у Лугинському районі Коростенської і Волинської округ, Київської та Житомирської областей УРСР з адміністративним центром у с. Березовий Груд.

## Населені пункти
Сільській раді на момент ліквідації були підпорядковані населені пункти:
- с. Березовий Груд
- c. Великий Ліс

## Населення
Кількість населення ради, станом на 1931 рік, становила 1 042 особи.

## Історія та адміністративний устрій
Утворена 8 вересня 1925 року, в селі Березовий Груд Воняйківської сільської ради Лугинського району Коростенської округи, як польська національна сільська рада. Станом на 17 грудня 1926 року на обліку в раді перебували хутори Браки, Великий Ліс, Дуброва та Стецький Чертеж. Станом на 1 жовтня 1941 року хутори Браки, Дуброва та Стецький Чертеж зняті з обліку населених пунктів.
Станом на 1 вересня 1946 року, відповідно до інформації довідника «Українська РСР. Адміністративно-територіальний поділ», на обліку в раді перебували с. Березовий Груд та х. Великий Ліс.
11 серпня 1954 року, відповідно до указу Президії Верховної ради УРСР «Про укрупнення сільських рад по Житомирській області», сільську раду було ліквідовано, територію ради, з селами Березовий Груд і Великий Ліс, включено до складу Радогощанської сільської ради Лугинського району Житомирської області.